# Шрифт зодчого
Шрифт зодчого — один із видів архітектурного шрифту. Використовується при виконанні написів на архітектурних або інженерних проектах. Складається з цифр, великих і малих букв.
Шрифт відзначається легкістю читання, має чіткі контури. Виконання його має свою важкість, так як вимагається точного дотримання пропорцій при написанні, як окремих елементів символів, так і тексту. Характерним для цього шрифту є використання зарубок (поперечні рисочки, що проставляються у верхній і нижній частині основних шрифтів).